# Günther Trysna
Günther Trysna (* 6. Januar 1926) ist ein ehemaliger deutscher Partei- und Wirtschaftsfunktionär (NDPD) der DDR. Er war von 1982 bis 1990 Generaldirektor der VOB „National“.

## Leben
Trysna erhielt eine Ausbildung zum Diplomwirtschaftler und wurde zum Dr. rer. oec. promoviert. Anfang der 1950er Jahre trat er in die National-Demokratische Partei Deutschlands (NDPD) ein. Er arbeitete in der Abteilung Steuern des Ministeriums der Finanzen der DDR und war 1969 Leiter des Zentralen Arbeitskreises Rechnungsführung und Statistik für  Betriebe mit staatlicher Beteiligung (BSB),  Produktionsgenossenschaften des Handwerks (PGH) und private Industriebetriebe. Schließlich wurde er  Funktionär der NDPD. Er war zunächst wissenschaftlicher Mitarbeiter beim Sekretariat des Hauptausschusses der NDPD und ab 1979 Leiter der Abteilung Finanzverwaltung und Parteibetriebe im Sekretariat des NDPD-Hauptausschusses. 1982 wurde er Generaldirektor der Vereinigung Organisationseigener Betriebe „National“ der NDPD (Nachfolger von Herbert Schlehahn). Auf dem 12. Parteitag im April 1982 wurde er zum Mitglied des NDPD-Hauptausschusses gewählt. Nachdem Anfang Dezember 1989 die Finanzgebaren des Parteivorsitzenden Heinrich Homann bekannt und untersucht wurden, wurde Trysna vom Dienst suspendiert. Am 8. Dezember 1989 beantragte das Sekretariat des Hauptausschusses der NDPD beim Generalstaatsanwalt der DDR ein Ermittlungsverfahren gegen Homann und Trysna. Nach einem Parteiverfahren der Parteikontrollkommission der NDPD ruhte seine Parteimitgliedschaft. Trysna wurde am 17. Januar 1990 mit sofortiger Wirkung von seiner Funktion als Abteilungsleiter sowie als Generaldirektor der VOB National abberufen.

## Auszeichnungen
- 1973 Vaterländischer Verdienstorden in Bronze und 1983 in Silber
- 1978 Orden Banner der Arbeit Stufe I

## Schriften
- Mit Walter Siegert: Einige Lehren für die Eigenerwirtschaftung der Mittel. In: Deutsche Finanzwirtschaft, Heft 8/1968, S. 8.
- Mit Werner Crimmann: Die Handwerksteuer A und B. Gesetzliche Bestimmungen. Berlin 1960, VEB Deutscher Zentralverlag.